# Ministério das Obras Públicas, Transportes e Habitação
O Ministério das Obras Públicas, Transportes e Habitação foi a designação de um departamento do XV Governo Constitucional de Portugal, liderado por Durão Barroso.

## Ministros
Os titulares do cargo de ministro das Obras Públicas, Transportes e Habitação foram:
| Período     | Ministro                  | Governo                   |
| ----------- | ------------------------- | ------------------------- |
| 2002 – 2003 | Luís Valente de Oliveira  | XV Governo Constitucional |
| 2003 – 2004 | António Carmona Rodrigues | XV Governo Constitucional |